# Laranja da China
Laranja da China é um filme musical brasileiro de 1940, produzido por Wallace Downey e dirigido por Ruy Costa.

## Sinopse
Doutor Flores, um cidadão conservador e sua esposa, são sócios da Liga Contra a Malandragem e proibem a filha Camélia de namorar um sambista e boêmio. Paralelamente, um garoto rouba cobaias inoculadas com o vírus do samba, elaboradas pelo Doutor Salsish e as vende ao Doutor Flores, que acaba contaminado pelo famoso ritmo brasileiro.

## Produção
Foi nesse filme que dois artistas brasileiros, Dircinha Batista e Arnaldo Amaral beijaram-se na boca, pela primeira vez diante das câmaras. Neste filme foi repetido o número musical de Carmen Miranda "O que é que a baiana tem" (Dorival Caymmi), já apresentado em Banana da Terra. O filme conta com a participação do internacional cantor mexicano Pedro Vargas.

## Elenco
- Barbosa Júnior ... Ferdinando Flores
- Nair Alves ... Perpétua
- Dircinha Batista ... Camélia
- Paulo Neto ... Chefe da Liga
- Lauro Borges ... Salchich
- Arnaldo Amaral ... Arnaldo
- Grande Otelo ... Boneco de Piche

## Números musicais
- O Que É que a Baiana Tem? por Carmen Miranda
- A Dama das Camélias por Francisco Alves
- Despedida de Mangueira por Francisco Alves
- Solteiro é Melhor por Francisco Alves
- Aquarela do Brasil por Pedro Vargas
- Lua de Mel por Dircinha Batista e Arnaldo Amaral
- Quando a Violeta se Casou por Dircinha Batista
- Ninguém Deve Duvidar por Arnaldo Amaral
- Maria Bonita por Grande Otelo
- Vírgula por  Elvira Pagã, Rosina Pagã e Nilton Paz
- Cai, Cai por Virgínia Lane
- Ferdinando por Alvarenga e Ranchinho